# بلامن إيفانوف نيكولوف
بلامن إيفانوف نيكولوف (بالبلغارية: Пламен Николов)‏ (مواليد 20 يوليو 1961) هو لاعب كرة قدم. يلعب مع منتخب بلغاريا لكرة القدم. سبق له أن لعب في كأس العالم لكرة القدم مع منتخب بلاده.

## روابط خارجية
- بلامن إيفانوف نيكولوف على موقع الاتحاد الدولي (مؤرشف)  (الإنجليزية)
- بلامن إيفانوف نيكولوف على موقع قاعدة بيانات كرة القدم.إي يو (الإنجليزية)
- بلامن إيفانوف نيكولوف على موقع ناشيونال فوتبول تيمز (الإنجليزية)